# Risiocnemis seidenschwarzi
Risiocnemis seidenschwarzi is een libellensoort uit de familie van de Breedscheenjuffers (Platycnemididae), onderorde juffers (Zygoptera). De soort is ernstig bedreigd en werd in 2012 opgenomen in de lijst van 100 meest bedreigde soorten ter wereld.
Risiocnemis seidenschwarzi is een zwarte libellensoort met opvallende blauwe ogen. De soort is alleen bekend van het Filipijnse eiland Cebu en werd lange tijd beschouwd als uitgestorven, omdat een boer de het bos waar de soort was ontdekt twee jaar na de ontdekking vernietigde. In 2009 werd er echter een kleine populatie ontdekt bij een waterbron in de buurt van de Kawasan-watervallen. Ook de bossen op deze locatie worden echter bedreigd. De wetenschappelijke naam van de soort is voor het eerst geldig gepubliceerd in 2000 door Hämäläinen en door hem vernoemd naar dr. Franz Seidenschwarz ter ere van diens verdiensten op het gebied van de beschrijving en het herstel van de laatste overgebleven locaties met oorspronkelijk oerwoud op het eiland Cebu.